# Nicholas Tombazis
Nicholas Tombazis (in greco Νικόλαος Τομπάζης? - Nikolaos Tombazis; Atene, 22 aprile 1968) è un ingegnere greco.

## Biografia
È figlio di Alexandros Tombazis, architetto che ha progettato tra le altre cose il nuovo Santuario della Madonna di Fátima.
Dopo la laurea a Cambridge e il dottorato in Ingegneria aeronautica all'Imperial College, nel 1993 viene assunto in Benetton da Ross Brawn (allora direttore tecnico della scuderia). Dal 1997 passa in Ferrari nel ruolo di aerodinamico, contribuendo, insieme con lo stesso Brawn e Rory Byrne, ai successi della scuderia di Maranello.
Alla fine del 2003 lascia la Ferrari, e viene chiamato a svolgere il servizio militare presso la città greca di Lamia. Al termine del servizio di leva, decide di tornare in Formula 1, optando questa volta per la scuderia McLaren, dove progetta la MP4-20. Nel marzo 2006 ritorna ancora in Ferrari, come capo progettista. 
Rimane a Maranello ufficialmente fino al 9 dicembre 2014, giorno in cui viene licenziato.
Il 15 gennaio 2016 la Scuderia Manor annuncia l'ingaggio dell'ingegnere greco, con il ruolo di capo aerodinamico del Team britannico.
Dopo la chiusura della scuderia, nel 2018 entra nel direttivo FIA.

## Vita privata
È sposato e ha quattro figli. Risiede a Castelvetro di Modena, a pochi chilometri da Maranello.